# Horst Zimmermann (Fußballspieler)
Horst Zimmermann (* 15. Mai 1938) ist ein ehemaliger deutscher Fußballspieler, der von 1958 bis 1963 als Aktiver von Fortuna Düsseldorf 69 Spiele in der Oberliga West absolviert hat.

## Laufbahn

### Amateur, bis 1958
Mit TuRU Düsseldorf spielte Horst Zimmermann in der Runde 1957/58 in der Verbandsliga Niederrhein. Seine Leistungen brachten dem talentierten Verteidiger Berufungen in die Verbandsauswahl des Niederrheins ein. Gemeinsam mit Matthias Mauritz bildete er im Finale des Länderpokals 1958 gegen Niedersachsen das Verteidigerpaar. In Hannover setzte sich der Niederrhein mit 2:0 Toren gegen den Gastgeber durch. Im Mai 1958 bestritt die deutsche Fußballnationalmannschaft der Amateure zwei Länderspiele. In beiden Begegnungen – Horst Zimmermann war noch 19 Jahre jung – kam der junge Düsseldorfer zum Einsatz. Am 4. Mai debütierte er in Le Mans gegen Frankreich an der Seite des Karlsruher Verteidigers Dieter Klaußner, drei Tage später fand das zweite Länderspiel in Gelsenkirchen gegen Curacao statt. Zur Runde 1958/59 unterschrieb er einen Vertrag bei Fortuna Düsseldorf für die Oberliga West.

### Fortuna Düsseldorf, 1958 bis 1964
Den ersten Einsatz mit der Vertragsspielermannschaft von Fortuna Düsseldorf in der Oberliga West hatte Zimmermann bei der Auswärtspartie am 23. November 1958 gegen Rot-Weiß Oberhausen. Bei dem 0:0-Unentschieden bildete er zusammen mit Werner Vigna das Verteidigerpaar. Da durch Erich Juskowiak und Matthias Mauritz weitere herausragende Verteidiger im Fortuna-Kader standen, kam der Neuzugang von TuRU in seiner ersten Saison nur zu neun Einsätzen. Zudem spielte die Fortuna eine ausgezeichnete Runde und belegte den dritten Platz. Fast sensationell der Absturz die Runde danach: 1959/60 stieg Düsseldorf, mit dem Stammspieler in der Verteidigung Zimmermann, aus der Oberliga ab. Umgehend glückte aber 1960/61 als Vizemeister der 2. Liga die sofortige Rückkehr in das westdeutsche Oberhaus. Zimmermann hatte unter Trainer Fritz Pliska 16 Spiele in der 2. Liga absolviert und Hermann Straschitz mit 21 Treffern die meisten Tore des Vizemeisters und Oberligarückkehrers erzielt. Jetzt waren neue Namen an der Seite von Zimmermann: Hans-Josef Hellingrath, Manfred Krafft, Peter Meyer, Hermann Straschitz und der Rückkehrer belegte 1961/62 den neunten Platz. Im August 1962 wurde der DFB-Pokal des Jahres 1962 ausgespielt. Nach Erfolgen gegen die Sportfreunde Lebenstedt, 1. FC Saarbrücken (im Wiederholungsspiel) und im Halbfinale gegen Schalke 04 zog Fortuna Düsseldorf mit dem Schlussdreieck Albert Görtz (Torhüter) und Werner Vigna und Horst Zimmermann (Verteidiger) in das Finale am 29. August 1962 in Hannover gegen den 1. FC Nürnberg ein. Der „Club“ setzte sich in der Verlängerung mit 2:1 Toren durch. Insgesamt bestritt Zimmermann von 1958 bis 1963 in der Oberliga 69 Spiele und erzielte ein Tor.
Im ersten Jahr Regionalliga West, 1963/64, brachte ihn Trainer Kuno Klötzer neben den Verteidiger-Konkurrenten Hellingrath, Karl Hoffmann und Hans Klessa zu dreizehn Einsätzen. Fortuna belegte den dritten Rang und im Sommer 1964 beendete Horst Zimmermann seine Laufbahn als Vertragsspieler.